# 岡山県道401号美作土居停車場線
岡山県道401号美作土居停車場線（おかやまけんどう401ごう みまさかどいていしゃじょうせん）は、岡山県美作市を通る一般県道である。

## 概要
JR西日本姫新線 美作土居駅と岡山県道46号和気笹目作東線を結ぶ。

### 路線データ
- 起点：美作市土居（JR西日本姫新線 美作土居駅前）
- 終点：美作市土居（岡山県道46号和気笹目作東線交点）
- 総延長：0.1 km

## 路線状況
終点で接続する岡山県道46号和気笹目作東線は国道179号旧道である。

## 地理

### 通過する自治体
- 美作市

### 交差する道路
| 交差する道路               | 交差する場所 | 交差する場所 |
| -------------------------- | ------------ | ------------ |
| 岡山県道46号和気笹目作東線 | 土居         | 終点         |

### 沿線
- JR西日本姫新線 美作土居駅